# Samuel Allegro
Pour les articles homonymes, voir Allegro.
Samuel Allegro est un footballeur français né le 14 mars 1978 à Saint-Chamond ayant évolué au poste de défenseur. Depuis 2018, il fait partie d'Europ Sports Reconversion, un service de l'UNFP.

## Biographie
Sa carrière débute réellement à Louhans-Cuiseaux, en Ligue 2 puis National, où il dispute un total de 122 matchs (7 buts) entre 1998 et 2002. Il signe ensuite à La Roche-sur-Yon, en National, où il dispute 37 matchs (7 buts). 
Étoile d'or France-Football du National, il signe en Ligue 1, au FC Metz, durant l'été 2003. Il y dispute 47 matchs en 3 saisons. À la suite de la relégation à l'échelon inférieur des Messins, il signe à Châteauroux, où il dispute 65 matchs (2 buts) en 3 saisons de Ligue 2.
En août 2008, Samuel Allegro s'engage avec l'Amiens SC en Ligue 2. Il signe un contrat le liant au club picard pour 2 ans.
La saison 2010-2011 est une saison blanche pour lui puisqu'il ne trouve pas de club. Il participe aux stages organisés par l'UNFP et le 4 août 2011 il signe au Red Star FC, équipe dont il devient rapidement le capitaine. Lors de ses trois premières saisons en région parisienne, il y est un titulaire indiscutable, ne loupant aucune minute de jeu au cours de la saison 2013-2014, ni en championnat, ni en Coupe de France. Il perd du galon lors de la saison 2014-2015 avec 16 apparitions en championnat, mis en concurrence par la paire Pierrick Cros - Rémi Fournier en défense centrale. 
Fin mai 2015, il quitte le Red Star, alors promu en Ligue 2, pour rejoindre Le Mans en CFA2 pour des raisons familiales.
Il reste un an dans le club de l'élite sarthoise. En 2016, il signe dans le club voisin de La Suze sur Sarthe, alors en DH. Titulaire indiscutable, cet infatigable travailleur est resté dans le même club. Il évolue maintenant au sein de l'équipe vétérans de La Suze-Roëzé Football Club (club qui a fusionné avec les voisins de Roëzé en 2022). Désormais attaquant de pointe, il s'est mué en véritable terreur des surfaces. Il est, depuis 5 saisons, le meilleur buteur du championnat de Division 1 Vétérans du district de la Sarthe. En 2024, avec ses coéquipiers, il remporte le doublé Coupe-Championnat avec les vétérans de La Suze-Roëzé Football Club. En marge de son rôle de joueur, il est aussi chargé des entrainements et de la préparation physique de son équipe.

## Clubs
- 1993-1994 : CO Saint-Chamond
- 1998-2002 : CS Louhans-Cuiseaux 71
- 2002-2003 : La Roche-sur-Yon VF
- 2003-2005 : FC Metz
- 2005-2008 : LB Châteauroux
- 2008-2010 : Amiens SC
- 2010-2011 : sans club
- 2011-2015 : Red Star FC

## Palmarès
- Champion de France de National en 1999 avec Louhans-Cuiseaux 71
- Étoile d'or France Football du championnat de National en 2003
- Champion de France de National en 2015 avec le Red Star FC 93

## Statistiques
- 43 matchs en Ligue 1
- 130 matchs et 3 buts en Ligue 2